# Something about Joy Division
Something about Joy Division è un album tributo al gruppo inglese Joy Division pubblicato dalla Vox Pop nel 1990 e a cui hanno partecipato gli artisti all'epoca sotto contratto con l'etichetta.

## Tracce
Tra parentesi l'artista. 

### Edizione LP (VP3)[1]

#### Lato A
1. In This... Colony (The Difference) – 2:55
2. Love Will Tear Us Apart (The Carnival of Fools) – 4:02
3. Ceremony (Allison Run) – 4:35
4. Heart and Soul (Orange Party) – 2:58
5. She's Lost Control (Silver Surfers) – 3:26
6. Interzone (Speed Blue) – 2:19

#### Lato B
1. Decades (Comic Spoilers) – 4:41
2. Shadowplay (Afterhours) – 4:34
3. Atrocity Exhibition (Subterranean Dining Rooms) – 2:48
4. Dead Souls (Sundowners)  –  3:31
5. Transmission (T. and The Starburst) – 4:30
6. Warsaw (Definitive Gaze) – 3:50

### Edizione CD (VP3CD)[2]
1. In This... Colony (The Difference) – 2:55
2. Love Will Tear Us Apart (The Carnival of Fools) – 4:02
3. Ceremony (Allison Run) – 4:35
4. Heart and Soul (Orange Party) – 2:58
5. Atrocity Exhibition (Subterranean Dining Rooms) – 2:48
6. She's Lost Control (Silver Surfers) – 3:26
7. Interzone (Speed Blue) – 2:19
8. Decades (Comic Spoilers) – 4:41
9. Shadowplay (Afterhours) – 4:34
10. Dead Souls (Sundowners)  –  3:31
11. A Means to an End (Jackie Stewart Said) –  3:33
12. All of This for You (The Pow!) – 1:56
13. Atmosphere (Hitchcock's Scream) – 3:50
14. I Remember Nothing (Magick Y & Uncle Tybia) – 2:16
15. Transmission (T. and The Starburst) – 4:30
16. Warsaw (Definitive Gaze) – 3:50